# (6196) Bernardbowen
(6196) Bernardbowen est un astéroïde de la ceinture principale.

## Description
(6196) Bernardbowen est un astéroïde de la ceinture principale. Il fut découvert le 28 octobre 1991 à Kushiro par Seiji Ueda et Hiroshi Kaneda. Il présente une orbite caractérisée par un demi-grand axe de 2,20 UA, une excentricité de 0,09 et une inclinaison de 6,2° par rapport à l'écliptique.